# Franz Jonas
Franz Jonas (Viena, 4 de octubre de 1899-Viena, 24 de abril de 1974) fue un político austriaco, presidente federal entre 1965 y 1974.

## Biografía
Nació en Viena el 4 de octubre de 1899. Tipógrafo, fue miembro del Partido Socialdemócrata de Austria desde joven. También fue muy activo en el movimiento esperantista socialista. En los años 30 fue detenido tras el Anschluss y pasó en la cárcel 14 meses.
Tras la Segunda Guerra Mundial, fue alcalde de Viena entre 1951 y 1965. Ejerció de Presidente Federal de Austria desde el 9 de junio de 1965 hasta el día de su fallecimiento, ocurrido en su ciudad natal el 24 de abril de 1974.